# Булдеевское сельское поселение
Булдеевское се́льское поселе́ние — муниципальное образование в Цивильском районе Чувашии Российской Федерации.
Административный центр — деревня Булдеево.

## История
Статус и границы сельского поселения установлены Законом Чувашской Республики от 24 ноября 2004 года № 37 «Об установлении границ муниципальных образований Чувашской Республики и наделении их статусом городского, сельского поселения, муниципального района и городского округа».

## Население
| 2010  | 2012  | 2013  | 2014  | 2015  | 2016  | 2017  |
| ----- | ----- | ----- | ----- | ----- | ----- | ----- |
| 1434  | ↘1403 | ↘1384 | ↗1392 | ↘1348 | ↘1313 | ↘1258 |
| 2018  | 2019  | 2020  | 2021  |       |       |       |
| ↘1230 | ↘1187 | ↘1153 | ↘1121 |       |       |       |

## Состав сельского поселения
| №  | Населённый пункт | Тип населённого пункта          | Население |
| -- | ---------------- | ------------------------------- | --------- |
| 1  | Акнязево         | деревня                         | ↗124      |
| 2  | Акташкасы        | деревня                         | ↗128      |
| 3  | Булдеево         | деревня, административный центр | ↗187      |
| 4  | Вурмеры          | деревня                         | ↗217      |
| 5  | Вурумсют         | деревня                         | ↗158      |
| 6  | Елюй             | деревня                         | ↗97       |
| 7  | Сюткасы          | деревня                         | ↗107      |
| 8  | Тиньговатово     | деревня                         | ↗284      |
| 9  | Тожможары        | деревня                         | ↗67       |
| 10 | Урезекасы        | деревня                         | ↗102      |
| 11 | Шордауши         | деревня                         | ↗115      |